# بوابة القلعة
بوابة القلعة (بالإسبانية: Puerta de Alcalá)‏ هي بوابة من العصر الكلاسيكي الجديد في ساحة الاستقلال في الطرف الشمالي الشرقي لوسط مدريد عاصمة إسبانيا.
كانت البوابة سابقا جزءا من جدران فيليب الرابع. تقع بالقرب من وسط المدينة وعلى بعد عدة أمتار من المدخل الرئيسي لـحديقة بوين ريتيرو (بالإسبانية: Parque del Buen Retiro)‏. يخترق شارع القلعة الساحة على الرغم من أن الشارع لا يعبر النصب التذكاري، والساحة ملتقى شوارع ألفونسو الثاني عشر (بالإسبانية:  Alfonso XII)‏ و سيرّانو واولوزاغا (بالإسبانية: Olózaga)‏. أُخذت البوابة اسمها من الطريق القديم من مدريد إلى بلدة قلعة إيناريس القريبة.
كانت مدريد في أواخر القرن الثامن عشر لا تزال تبدو وكأنها بلدة رهيبة إلى حد ما، محاطة بأسوار من القرون الوسطى. في حوالي عام 1774، كلف الملك كارلوس الثالث فرانشيسكو ساباتيني ببناء بوابة ضخمة في سور المدينة يمر من خلالها طريق موسع إلى مدينة قلعة ايرنانيس، ليحل محل بوابة أقدم وأصغر كانت في مكان قريب. افتتحت البوابة عام 1778.
نحتت التفاصيل الزخرفية على يد فرانسيسكو غوتيريز وروبرتو ميشيل Roberto Michel [الإنجليزية] الأبيض من كولمينار.  العناصر المعمارية مصنوعة بشكل رئيسي من غرانيت سيغوفيا. 
كتبت على اللوحة المركزية عبارة (rege carolo iii anno mdcclxxviii.) التي تشير إلى اسم الملك وسنة انتهاء العمل. 
1. 1 2  "Puerta de Alcalá" (بالإسبانية). Retrieved 2022-01-29.
2. 1 2  Chueca 1974.
3. ↑  Goitia Cruz 2006.